# Agriculture en Limousin

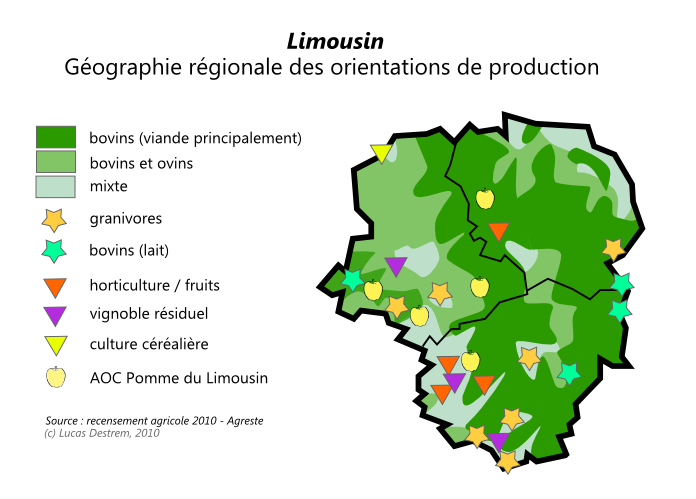
Carte régionale des orientations de production

## Élevage

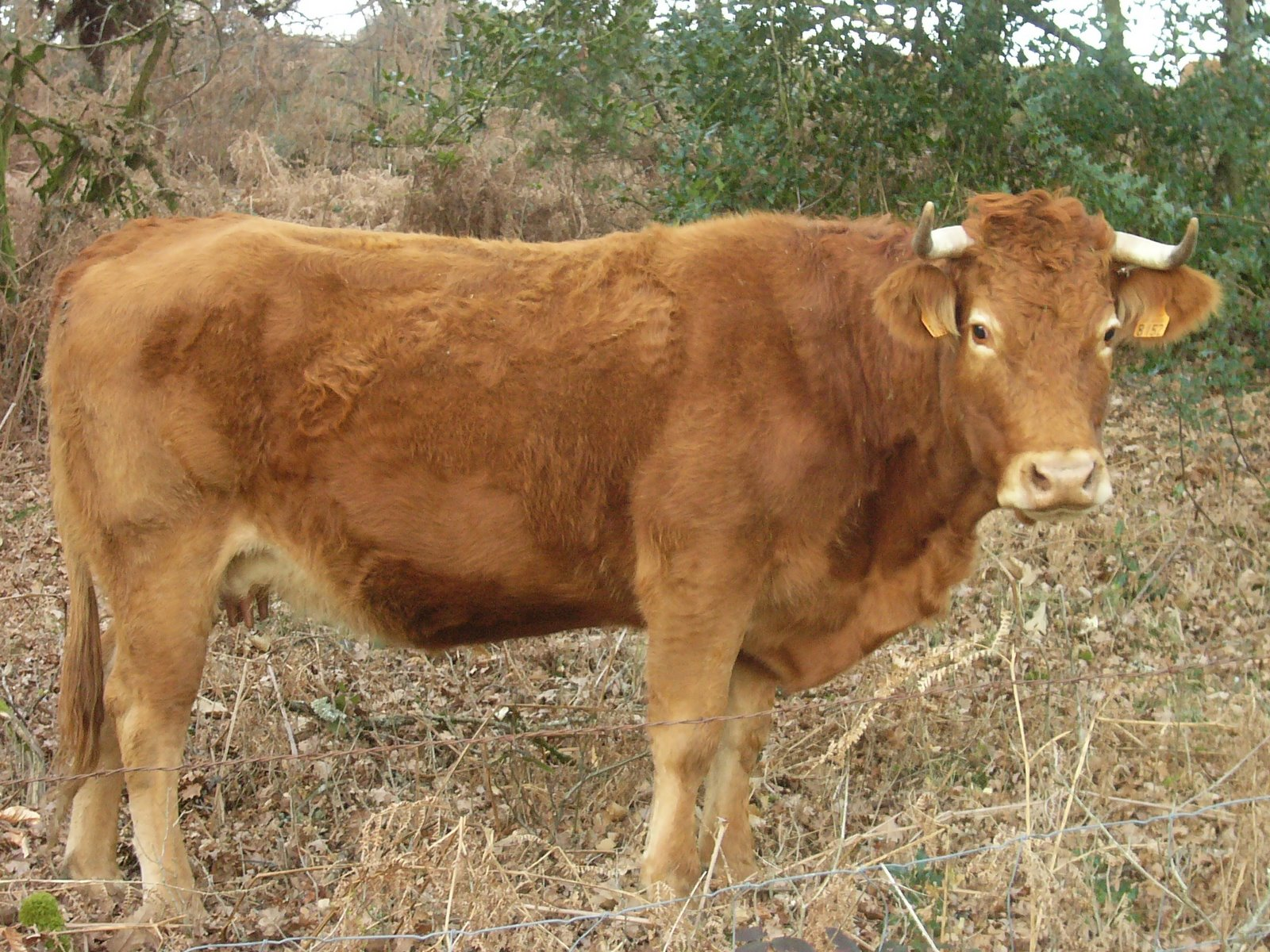
Vache limousine

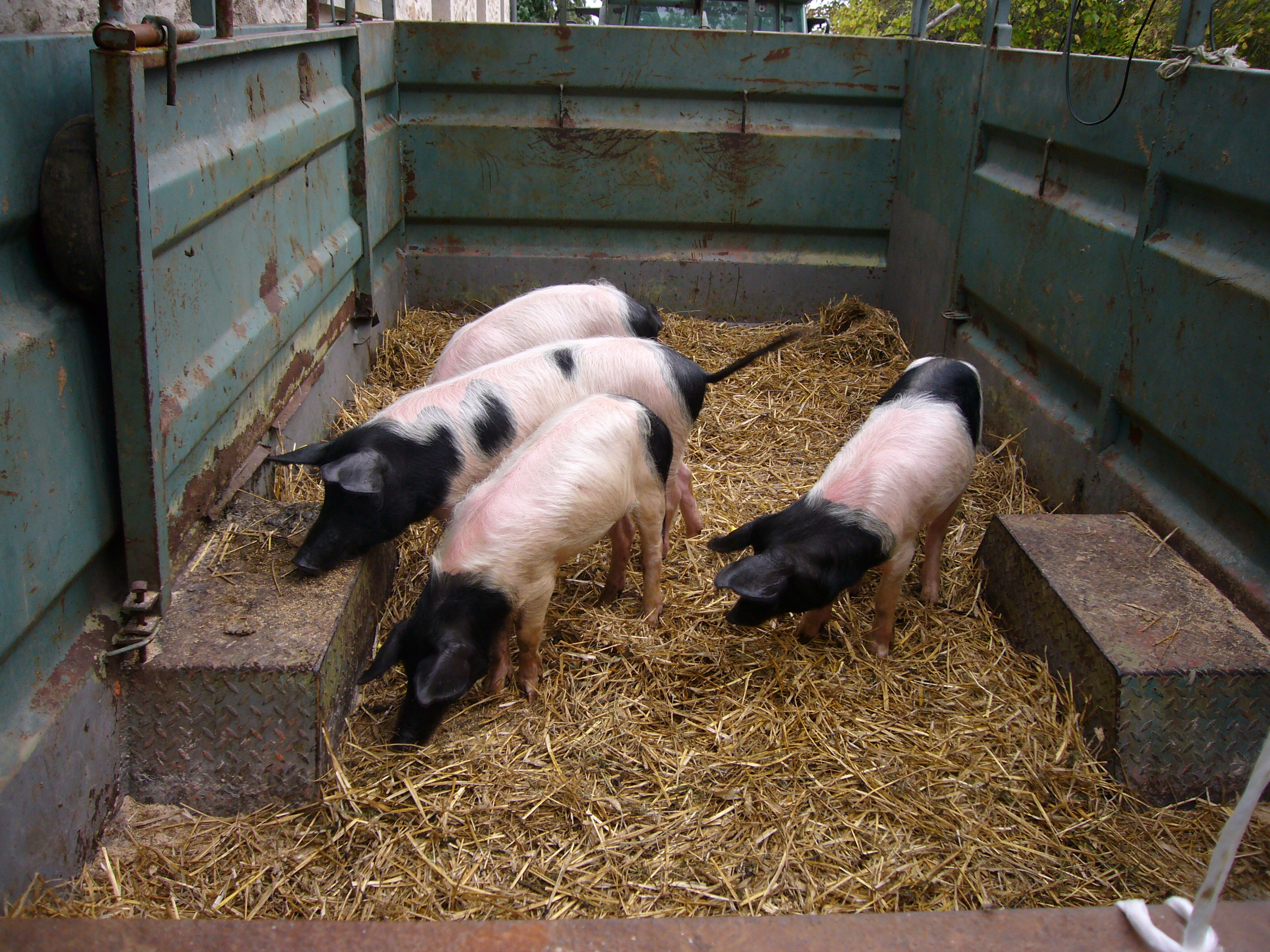
Cul noir

Depuis longtemps, l'élevage représente la majorité de l'agriculture régionale, principalement grâce aux races limousines. En effet, cette région (comme la Corse, l'Aveyron, etc.) possède ses races qui portent haut le nom de leur région d'origine: bœuf limousin, mouton limousin et porc cul-noir du Limousin.
L'élevage bovin concerne principalement la race limousine, exportée dans 70 pays. L'élevage de bœufs de travail était autrefois réputé. Ils étaient vendus pour le travail des vignes dans le bordelais ou le charrois de lourds transports vers Paris. Après quelques années de dur labeur, ils étaient mis « au vert » à l'engraissement quelques mois avant d'être abattus. Leur viande était déjà renommée. C'est ce passé d'animal de trait qui a façonné cette race bouchère à la viande maigre et savoureuse.  
L'élevage laitier existe de manière anecdotique: pas de fromage renommé pour le valoriser et la livraison à l'industrie agroalimentaire ne permet pas d'être rentable. 
L'élevage des ovins est cantonné aux territoires que ne peuvent exploiter convenablement les bovins. Autrefois les fournisseurs de laine travaillée localement ou vendue, il est aujourd'hui recentré sur la production de viande d'agneau. Depuis 2000, l'agneau du Limousin bénéficie de l'Indication géographique protégée « Agneau du Limousin ».
Souvent, la monte se fait au printemps ou en début d'été. Les brebis passent l'estive en plein air. L'automne, les agnelages commencent à l'abri des bergeries. Les agneaux sont élevés trois à cinq mois avant d'être abattu. Cette pratique fournit des bêtes prêtes à être consommées pour les fêtes de Pâques. 
L'élevage porcin est présent en particulier en Haute-Vienne (élevage de la race cul-noir dans la région de Saint-Yrieix-la-Perche). Autrefois, chaque village avait un élevage qui fournissait à chaque ferme un ou deux cochons. Élevés aux déchets de cuisine, ils étaient finis aux glands et châtaignes. Abattus l'hiver, ils fournissaient la maisonnée en charcuterie toute l'année. Aujourd'hui, l'élevage est devenu intensif dans des porcheries industrielles. Elles sont situées dans une zone de production céréalière qui les fournit en aliments. Il fait appel à des races sélectionnées; le cul noir est une relique maintenue par des passionnés et des associations de maintien du patrimoine génétique.

## Culture
Les cultures ont, depuis plusieurs décennies, fortement baissé pour laisser la place à l'élevage.

### Grandes cultures
Les cultures céréalières sont présentes dans le nord de la région. Elles alimentent l'élevage porcin et fournissent du blé panifiable.

#### Maraîchage
Autrefois, le Limousin était renommé pour sa production de légumes d'été. La petite taille des parcelles garantissait assez d'eau pour l'arrosage parfois nécessaire et l'arrivée du train a permis des expéditions vers Paris ou Bordeaux. Cette culture lucrative a disparu au moment de la guerre 1914-1918, avec le départ de la main d'œuvre au front. Après 1918, c'est l'exode rural qui s'est accentué. Il est aujourd'hui bien présent dans le bassin briviste. Il alimente essentiellement la consommation locale.

#### Cultures fruitières

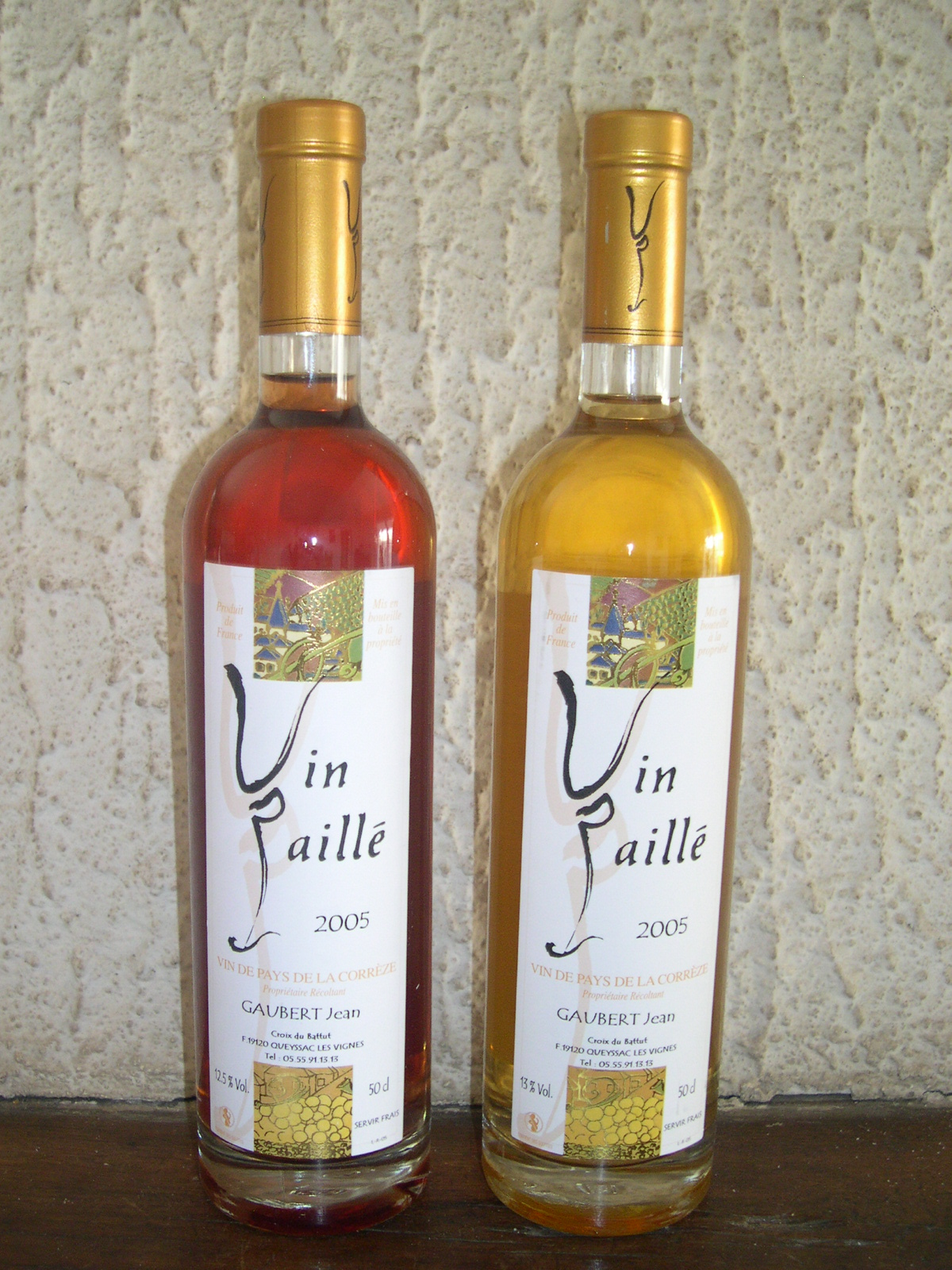
Vin paillé de Corrèze

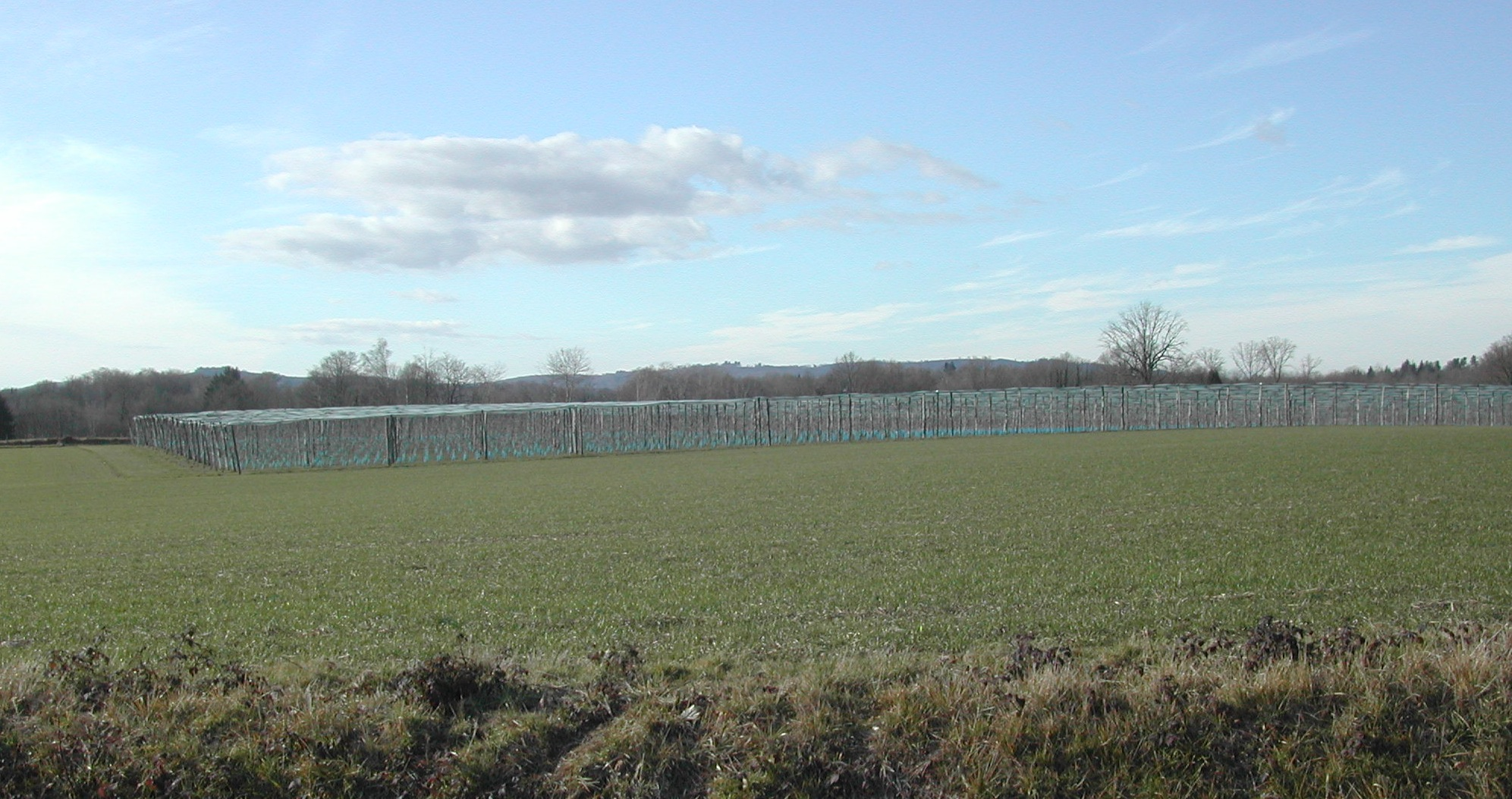
Pommeraies

La vigne été plantée sur les versants bien exposés en altitude faible pour fournir un petit vin de table à la consommation locale. À la suite de la nécessité de greffer, phylloxera, des parcelles ont été abandonnées. L'exode rural a fini d'achever le reste. Il ne subsiste actuellement que de petits vignobles dans le bassin de Brive (Branceilles, Queyssac-les-Vignes, Saint-Julien-Maumont), notamment avec le vin paillé, ou à Verneuil-sur-Vienne. 
Les fruitiers sont cultivés depuis longtemps. L'air d'altitude favorise le goût et limite les attaques d'insectes ravageurs. Cette tradition perdure et les produits sont bien valorisés. En 2007, les pommes bénéficient d'une AOP pomme du Limousin. Une frange sud-ouest de la région produit aussi en AOC des noix du Périgord. La production de châtaigne a périclité, les cochons étant nourris de céréales, mais le bois d'œuvre tiré de l'arbre est utilisé en construction ou pour l'ameublement.

## Tourisme vert
Cette activité n'est pas une production, mais le Limousin bénéficie de l'apport du tourisme rural pour faire vivre des exploitations agricoles qui accueillent des vacanciers (chambres d'hôtes, gîtes ruraux…)
Consciente que son principal atout est son environnement, la région semble miser son développement touristique sur la nature, l'environnement, les sports d'extérieur. En témoignent les deux parcs naturels régionaux créés en 1998 et 2004 : parc naturel régional Périgord Limousin et parc naturel régional de Millevaches en Limousin.

## Labels
La région accueille 42 appellations géographiques.